# Буковинський компроміс
Буковинський компроміс (нім. Bukowiner Ausgleich; рум. Compromisul Bucovinei) — законодавча реформа в найсхіднішому коронному краї австрійської половини імперії (Цислейтанії) Австро-Угорської монархії, спрямована на розширення загального чоловічого виборчого права (демократизацію) та розрядку національних антагонізмів у провінційній політиці. З цією метою було створено абсолютно новий крайовий виборчий кодекс і суттєво переглянуто крайову конституцію (Landesordnung). Законопроект був розроблений у 1904-09 роках провідними провінційними політиками різних національностей, ухвалений Буковинським крайовим сеймом у жовтні 1909 року і отримав схвалення центрального уряду у Відні та імперську санкцію у травні 1910 року.

## Національний контекст

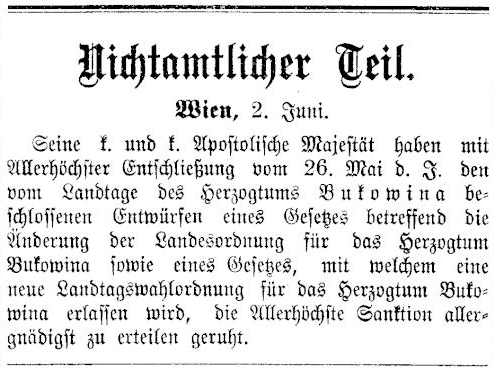
Повідомлення про імперську санкцію Буковинського компромісу у Wiener Zeitung від 3 червня 1910 року

Буковинські реформи були продовженням низки подібних заходів у Габсбурзькій монархії. У той час як перша хвиля зрівняльних законів прояснила питання, що стосувалися держави в цілому — зокрема, між Австрією та Угорщиною в 1867 році та між Угорщиною і Хорватією в 1868 році, — друга хвиля регулювала регіональні питання між етнічними групами в межах коронних земель. Особливо слід відзначити Моравський компроміс 1905 року та Галицький компроміс 1914 року. Буковинському компромісу, який часто називають зразковим, у його практичній політичній ефективності сприяв той факт, що національні антагонізми були менш вираженими, ніж в інших регіонах монархії, через відсутність домінуючих етнічних груп, і, на відміну від Галичини, до початку Першої світової війни залишалося ще кілька років миру. На відміну від Моравського компромісу, він також обмежувався регулюванням політичного представництва (тоді як останній також прагнув реорганізувати шкільну та мовну системи) і, таким чином, мав більш вузько визначену мету.
Намагання центрального уряду у Відні створити успішний приклад розрядки національних антагонізмів виявилося сприятливим для реалізації буковинської реформи. Незважаючи на те, що віденський кабінет наклав вето на місцевий проєкт у ключовому питанні, загальне ставлення до нього було прихильним і прихильним. Досягнення компромісу не було нав'язане згори Віднем, але значною мірою було залишено на розсуд регіональної політики, яка завжди наполягала на консенсусному процесі з урахуванням першочергового блага держави. Таким чином, реформа також відповідала традиціям йосифінського державного мислення, яке прагнуло врегулювати соціальні конфлікти шляхом легалізації питання.

## Регіональні фактори впливу

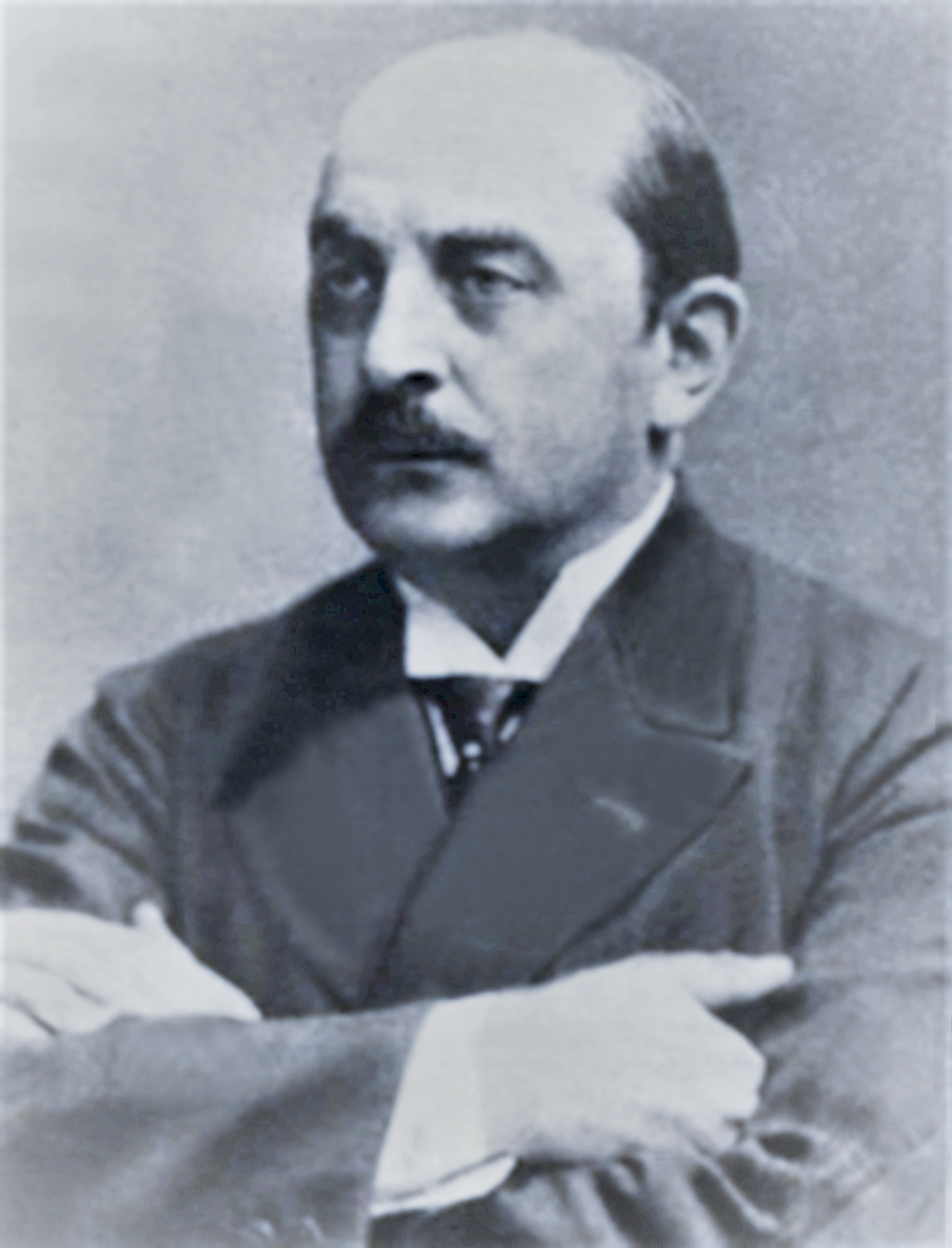
Молодорусинський лідер Микола Василько, один із впливових політиків Буковинської угоди (фото приблизно 1915 року)

Буковина стала частиною Австрії лише у 1775 році, а незалежним коронним краєм — у 1849 році. З того часу було досягнуто значного прогресу в економіці, адміністрації та культурі завдяки цілеспрямованій політиці розвитку, не в останню чергу завдяки поселенню кваліфікованої робочої сили з усієї монархії, що призвело до примноження населення, а також до збільшення етнічного розмаїття.
Рушійними силами Компромісу на початку ХХ століття були націоналізм, що виник на Буковині, а також в інших частинах Габсбурзької монархії, тенденції до демократизації та політичне піднесення селянської української («руської») більшості населення.
Націоналістичні тенденції, зокрема, повинні були мати дестабілізуючий вплив у такій етнічно різноманітній країні, як Буковина, навіть якщо вони з'явилися пізніше і були менш вираженими, ніж в інших коронних землях. Особливо впливовими подіями були русинська боротьба проти румунського домінування в церквах і школах, яка була підтримані новоявленою русинською інтелігенцією, особливо вчителями та державними службовцями, а також антиасиміляторські заклики приєднатися до румунської громади євреїв. Під впливом сіоністів євреї, які були політично і культурно домінуючими, особливо в столиці Чернівцях, були визнані незалежною національністю, а не лише релігійною громадою, як це було передбачено Основним державним законом 1867 року. В Австро-Угорщині їх здебільшого зараховували до німецької етнічної групи відповідно до їхньої розмовної мови.
Однак вирішальним поштовхом до врегулювання стало формування наднаціональної політичної коаліції, яка під назвою «Асоціація вільнодумців» (Freisinniger Verband) використовувала сучасні популістські методи для проведення демократизації проти аристократичної, лояльної до уряду еліти традиційних румунських і польських землевласників, і вперше досягла успіху під час сеймових виборів 1904 року. Вирішальними фігурами «Асоціації вільнодумців» були відповідні політичні лідери молодих русинів Микола Василько, румунських демократів Аурел фон Ончул, німецьких прогресистів Артур Скедль та єврейської національної партії Бенно Штраухер. На додаток до своїх буковинських провінційних сеймових мандатів, всі вони також мали місця у Віденській імперській раді і, таким чином, мали політичні зв'язки та були активними далеко за межами країни. Їх також підтримував буковинський крайовий президент у 1903/04 рр., «червоний принц» Конрад Гогенлое-Шіллінгсфюрстський. Діяльність «Асоціації вільнодумців» зрештою призвела до розвитку на Буковині модерних партійних структур, які стали важливою передумовою для організації масових виборів.

## Історія

### Від виборів сейму 1904 року до місцевого консенсусу 1909 року

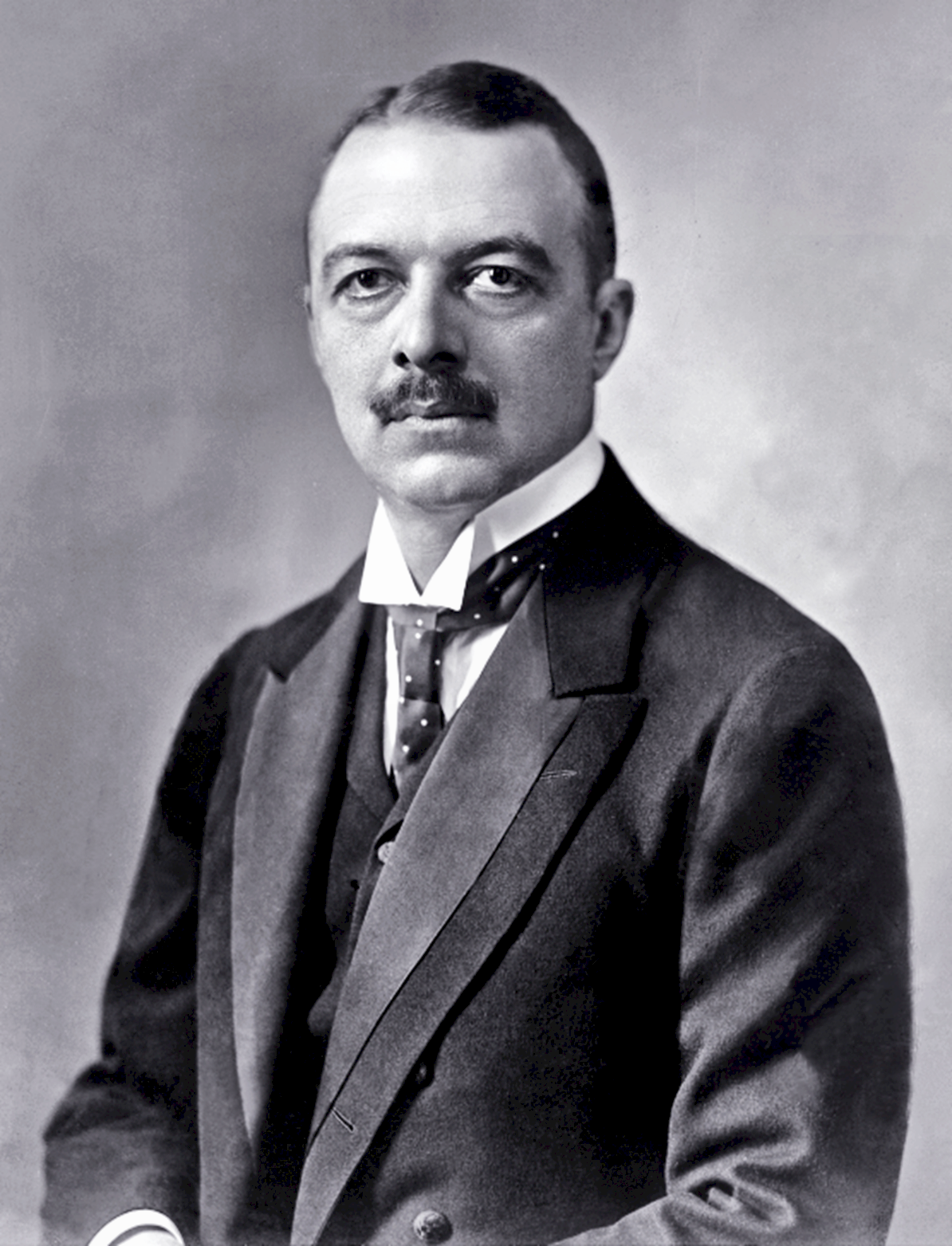
Октавіан Регнер фон Бляйлебен, президент Буковини 1904—1911 років, сприяв переговорам про компроміс як представник імператора.

Після великого успіху на виборах до Буковинського крайового сейму 1904 року представники фракції «Асоціації вільнодумців» швидко представили перший проєкт закону про реформування крайового сейму, який, перш за все, передбачав розширення права голосу в крайовому сеймі шляхом створення «загального виборчого класу» (чоловіки старше 24 років) як крок до демократизації. Він також переглянув критерії для отримання права голосу в привілейованих класах виборців у вигляді мінімальних податкових платежів і запровадження прямого і таємного голосування. Передбачалося також значне збільшення кількості місць у сеймі, хоча ця кількість повинна була неодноразово змінюватися протягом наступних кількох років до прийняття остаточного рішення.
Однак цей швидко складений проєкт не отримав необхідної більшості у дві третини голосів у сеймі, і дискусія невдовзі була затьмарена національними питаннями, такими як загальне чоловіче виборче право на виборах до рейхсрату, яке фактично було запроваджене на виборах 1907 року. Їхнім результатом стало подальше посилення провідних фігур фракції «Асоціації вільнодумців».
У 1907 році німецькі національні депутати відновили дебати про зрівнялівку з ініціативою перегляду, яка мала на меті забезпечити чіткий поділ виборчих округів за національними критеріями, зокрема румунських і німецьких, а також єврейських і німецьких виборчих округів. У той час як перший проект 1904 року більше зосереджувався на розширенні виборчого права, тепер національні аспекти були посилені, очевидно, під впливом Моравського компромісу 1905 року, який був укладений у той самий час.
Коли румунські та польські землевласники спробували протистояти новим пропозиціям німецьких підданих, повернувшись до законопроєктів 1904 року і швидко прийнявши їх, кілька німецьких членів Імперської ради звернулися безпосередньо до віденського міністерства внутрішніх справ і висловили протест проти майбутньої відсутності політичного представництва буковинських німців. У цій ситуації на перший план у питаннях національності вийшла рішуча консенсусна позиція віденської влади і, як її представника, буковинського крайового президента Октавіана Регнера фон Бляйлебена, який перебував на цій посаді з 1904 року, коли вони висунули сторонам суперечки чітку вимогу справжнього примирення конфліктуючих інтересів і ґрунтовного обговорення цього питання у сеймі.
У 1908 році буковинський ландтаг створив «постійний комітет», який мав займатися цим складним питанням поза сесіями ландтагу і розробити проєкт, прийнятний для всіх зацікавлених сторін.

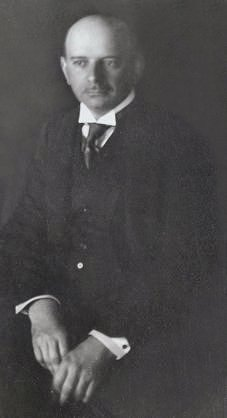
Александр фон Гурмузакі був останнім губернатором Буковинського герцогства з 1911 по 1918 рік (фото приблизно 1904 року)

У 1909 році під керівництвом депутата ландтагу та рейхсрату Александра Фрайхерра фон Гормузакі попередні проєкти були переглянуті з нуля, а потім доповнені в Постійному комітеті, насамперед Аурелом Ончулом: за зразком моравського зрівняльного закону були складені національні кадастри — виборчі списки, створені на муніципальному рівні за національною приналежністю, які потім були згруповані в 5 національних виборчих органів (русини, румуни, німці, поляки та євреї). За цим послідувало створення «національних курій» у крайовому сеймі — не схожих на депутатські групи в сучасних парламентах, але структурованих за національною, а не партійною приналежністю — які обирали виконавчий орган самоврядування («земельний комітет»). Цей проєкт був схвалений усіма зацікавленими сторонами, після чого у вересні його надіслали до віденського міністерства внутрішніх справ для отримання імперської санкції.

### Суперечки щодо окремого єврейського кадастру

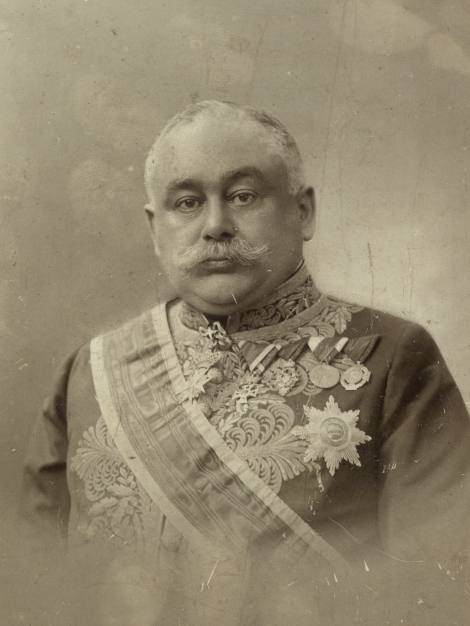
Міністр внутрішніх справ Гвідо Фрайхер фон Гердтль наклав вето на єврейський кадастр

НТепер настала найбільша суперечка у створенні зрівняльних законів — вона виникла навколо питання про окремий єврейський кадастр, який був запропонований Постійним комітетом і знайшов широку підтримку в обох таборах серед буковинських політиків. Незважаючи на цей консенсус, центральний уряд у Відні в особі прем'єр-міністра Ріхарда Фрайхерра фон Бінерта та міністра внутрішніх справ Гвідо Фрайхерра фон Гердтля наклав енергійне вето. На це була одна формальна і дві важливі політичні причини.
Формальною причиною було те, що євреї в Австрії в Основних законах 1867 року були вказані як релігійна громада, а не як окремий етнос. Тому створення окремої курії було неможливим. Юридично можливий лише поділ за національною, а не релігійною ознакою.
Політичні причини мали національне підґрунтя: по-перше, вони не хотіли створювати прецедент, який міг би послабити німецькі курії щодо чехів у Богемії та Моравії через поділ між німцями та євреями. По-друге, існували серйозні побоювання, що сегрегація єврейських виборців спровокує антисемітські вимоги щодо окремих єврейських інституцій (наприклад, в освіті) і зрештою призведе до загального руйнування рівних прав для євреїв. Цю позицію уряду рішуче підтримали відомі єврейські діячі, такі як віденський філософ і член Палати шляхти Теодор Гомперц у гостьовій статті в Neue Freie Presse 26 вересня 1909 року.
Зрештою, єврейський кадастр був офіційно відхилений віденським урядом — що означало, що переважно німецькомовні єврейські виборці мали бути приписані до німецького кадастру — і було рекомендовано застосувати систему представництва меншин у виборчих округах, де географічне розмежування груп було неможливим. Ця модель, за якою у змішаних єврейсько-німецьких виборчих округах розподілялися два мандати — мандат більшості та мандат меншини, була не лише складною, але й на практиці виявилася схильною до результатів, які суперечили намірам виборчого законодавства.
Проте, ця рекомендація віденського уряду була прийнята Постійним комітетом на його останньому засіданні в жовтні 1909 року і включена до законопроєкту, призначивши євреїв до німецького виборчого органу або до німецьких виборчих списків і створивши три виборчі округи з подвійними мандатами. Однак ця частина зрівнялівки не отримала схвалення ні німецьких, ні єврейських представників, які висловили серйозні застереження і, зрештою, проголосували проти зрівняльних законів у сеймі.

### Остаточний склад крайового сейму та прийняття рішень

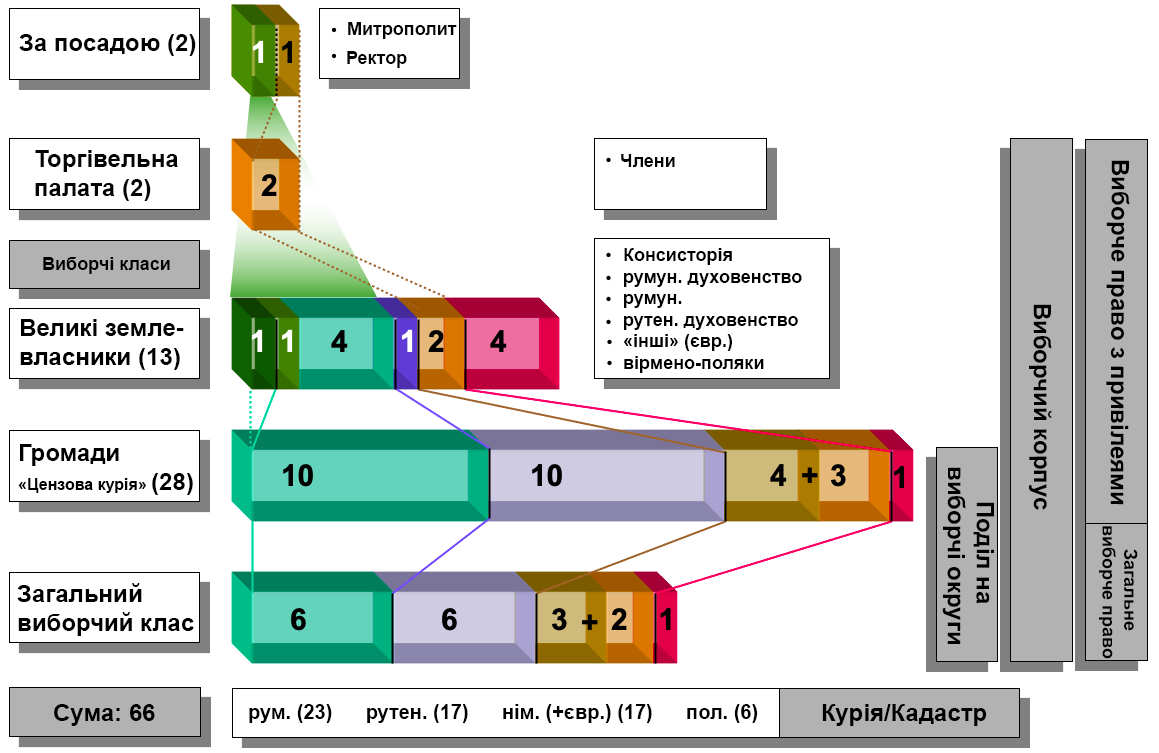
Розподіл місць у крайовому сеймі Буковини після Компромісу 1909/10 років

На цьому останньому засіданні Постійного комітету перед прийняттям рішення також було визначено остаточний склад крайового сейму з 63 місць.
Вони були складені так:
- Два мандати були надані як мандати ex officio або вірилістські мандати греко-східному архієпископу Чернівецькому та ректору Чернівецького університету, перший традиційно був румуном, другий зазвичай (християнином) німцем.

- Два мандати дісталися Торговій палаті та були де-факто єврейськими.

- У виборчому класі великих землевласників було надано 13 мандатів, з них 2 церковним румунам, 4 світським румунам, 1 русинам, 2 євреям (де-юре : німцям), 4 полякам.

- У переписній курії (тобто виборчому класу, зобов'язаному сплачувати мінімальний податковий внесок) проект надавав 28 мандатів: по 10 румунам та русинам, 7 німцям (з яких 3 були фактично євреями) та 1 полякам.

- У загальному виборчому класі було 18 мандатів, по 6 для румунів та русинів, 5 для німців (з яких 2 були фактично євреями) та 1 для поляків.

Таким чином, за наміром закону, румуни мали 23 мандати, русини — 17, євреї — 9, німці — 8, поляки — 6.
Для організації виборів у загальних і переписних класах використовувалася кадастрова система, яка відносила всіх виборців до національності, а отже, до виборчого органу, з одного боку, і до виборчого округу, з іншого (сьогодні ми б говорили про матричну систему). Ці списки, складені владою, публікувалися, і в подальшій «процедурі виправлення» виборці, які мали право голосу, могли викреслювати себе та інших зі списків або вносити їх до списків.
Хоча всі представники Постійного комітету погодилися з розподілом мандатів, все ще існували розбіжності в думках щодо єврейських/німецьких мандатів. Постійний комітет звернувся до президента провінції з проханням скликати парламент.
16 жовтня 1909 року Буковинський сейм нарешті обговорив і ухвалив законопроєкт, який був прийнятий більшістю у дві третини голосів проти голосів німецьких і єврейських депутатів. У травні 1910 року надійшло схвалення віденського центрального уряду та імперська санкція.

## Тлумачення розподілу мандатів
На перший погляд, впадає в око чисельна перевага румунських мандатів, яка не відповідала демографічній більшості — і, звичайно, не в такій мірі — оскільки румуни були другою за чисельністю групою населення на Буковині, відразу після русинів. Як бачимо, ця більшість була результатом кількох мандатів, які були розподілені за принципом представництва інтересів. Шість з тринадцяти мандатів від великих маєтків дісталися румунам, і лише один — русинам. Це відображає важливість традиційного зрумунізованого правлячого класу Буковини — бояр — навіть якщо Компроміс, кульмінація тривалого політичного конфлікту, офіційно (а на практиці, ймовірно, фактично) поклав край цьому домінуванню. Завдяки великій вазі великих маєтків, вірмени-поляки — інша традиційна еліта країни — також змогли забезпечити собі вплив, отримавши майже десяту частину мандатів, що виходило далеко за межі чисельності їхнього населення, але виражало їхню соціальну «ефективність».
Подібно до Моравського компромісу, цей розподіл мандатів був компромісом між принципами рівності та заслуг, або між кількісними та якісними критеріями. Відповідно до ліберальної політичної традиції Австро-Угорщини, переважав консенсус, що політичне представництво не повинно визначатися виключно підрахунком голосів, а має також враховувати такі аспекти, як майновий стан, освіта і, як похідні від них, податкові показники. Ідея про те, що інтереси (особливо впливових) меншин мають бути захищені від свавілля більшості, також відігравала ключову роль.

## Втілення компромісу на практиці

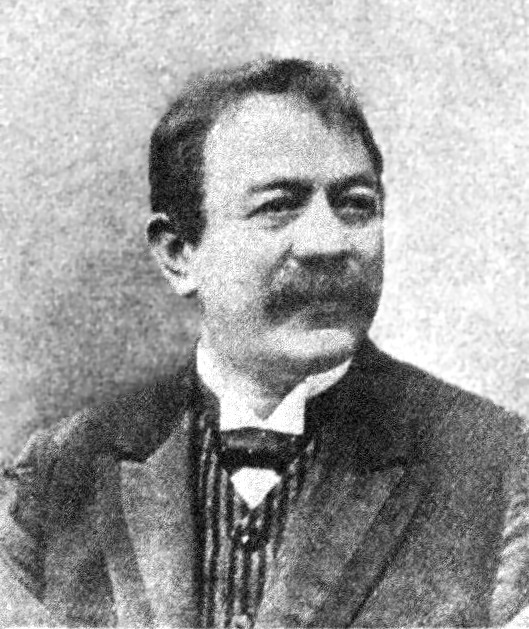
Голова єврейського клубу Бенно Штраухер мав рацію у своїй критиці виборчих правил (фото до 1907 року)

Коли закони були прийняті, німецькі етнічні та єврейські депутати підсумували свої аргументи та заперечення щодо окремих розділів. Вони мали заперечення, перш за все, щодо двох частин закону про вибори до Ландтагу: системи мажоритарних і міноритарних мандатів та процедури виправлення помилок.
Перший був запроваджений, оскільки, з одного боку, неможливо було створити окремі виборчі органи для німців та євреїв, а з іншого боку, географічна взаємозалежність у містах була настільки щільною, що неможливо було гарантувати окремі мандати для німецьких та єврейських депутатів шляхом організації виборчих округів. Тому було розроблено складне рішення, згідно з яким у кожному з трьох відповідних округів виділялося по два місця. Одне з них мав отримати кандидат, який набрав понад 50 % голосів, а друге — кандидат, який посів друге місце і набрав понад 25 % голосів. Провідний німецький національний депутат Артур Шкедль зазначив, що ці три мандати повністю залежали від більшості євреїв: «Якщо ми проголосуємо тут, де ми в меншості, і буде необхідний другий тур виборів, євреї визначать кандидата». Це означало, що вони матимуть лише чотири з семи (або вісім з ректором, який не завжди був німцем) мандатів.
Лідер єврейського клубу Бенно Штраухер вбачав проблеми насамперед у положенні про те, що виборці можуть бути виключені зі списку, розділеного за національною ознакою: «І якщо, наприклад, пан Відман або його колеги-однодумці [християнські соціалісти, прим. ред.] у німецьких громадах у своїй сумнівній об'єктивності викреслюють євреїв, щоб створити для себе більшість, то ми залишаємося беззахисними». Зрештою, ландтаг ухвалив подану ним резолюцію, «згідно з якою заява відповідного виборця є перш за все вирішальною для реєстрації виборців у списках за національною ознакою або у списках виборців».
Занепокоєння обох депутатів виправдаються на практиці.
Перші і єдині провінційні вибори, проведені на засадах зрівнялівки, розпочалися одразу після імперської санкції у червні 1910 року з реєстрації виборців, які мали право голосу, і завершилися у травні 1911 року останнім голосуванням. Навіть під час складного кадастрового процесу в громадах існувала плутанина щодо того, де слід реєструвати єврейських виборців, а під час процесу виправлення орган Християнсько-соціальної партії «Bukovina Volksblatt» агітував за систематичне виключення єврейських виборців з німецьких виборчих списків. Деякі румунські священнослужителі намагалися вплинути на русинське сільське населення, щоб воно реєструвалося у румунських виборчих списках. У столиці Чернівцях система мажоритарних і міноритарних мандатів не змогла досягти бажаного розподілу німецьких і єврейських мандатів, оскільки міноритарний мандат перейшов до кандидата, який програв у несподіваній внутрішній єврейській виборчій кампанії, а не до німецького кандидата.
Поправка до положення про вибори до ландтагу, прийнята буковинським крайовим сеймом у 1913 році, намагалася спростити систему мажоритарних і міноритарних мандатів та закріпити німецькі мандати, але не отримала схвалення Відня до початку війни.
Залишається незрозумілим, чи можна було б досягти мети усунення національних антагонізмів як виборчого питання простішими засобами, такими як система, що базується на пропорційному представництві. Однак це не принесло б із собою переваг національного відокремлення (яке в літературі називають «умиротворенням через відокремлення»), передбачуваності та стабільності, на які натякали законодавці. Цієї мети можна було досягти лише шляхом поєднання персональної автономії та територіальної автономії, що вимагало складної законодавчої бази.

## Вплив на політичний клімат у Буковині
З уже сказаного зрозуміло, що після парламентських виборів німці мали один мандат «замало», а євреї — «забагато», відповідно до духу закону. Русинський мандат дістався соціалістичному кандидату, який не тільки не діяв разом зі своїми кадастровими товаришами, але здебільшого енергійно виступав проти них, разом з румунським альянсом вищого духовенства, великих землевласників і націоналістів, які з початком війни все частіше виявлялися ірредентистами. До цієї строкатої коаліції слід також додати Бенно Штраухера, який, зважаючи на його поведінку під час голосування у вирішальних питаннях, все ще визнавався широкими верствами єврейського населення як політичний (і, як президент культу, також релігійний) лідер, але в останні кілька років перед початком війни він ставав дедалі більш ізольованим у політичній еліті. Інші єврейські мандатисти займали дуже незалежну політичну позицію і — хоча фактично не були національністю в розумінні законів про рівність — найближче підійшли до реалізації підходу «єдина нація = незалежний політичний інтерес».
Клерикально-націонал-соціалістичному альянсу протистояли Русинська національна партія на чолі з видатним політичним діячем Миколою Васильком, німецькі національні депутати, християнський соціаліст і поляки; румунські демократи навколо Аурела Ончіула також можуть вважатися частиною цього альянсу. Це означало, що — за винятком єврейських націоналістів — сили початкового «Асоціації вільнодумців» були майже конгруентними.
Однак ці альянси не слід розглядати як стабільні коаліції. То тут, то там утворювалися союзи за власним бажанням, змінювалася більшість. Але коли справа доходила до найважливіших національно-політичних питань, зазвичай саме ця констеляція мала мандатну більшість, тому часто мав змогу перемагати альянс, очолюваний русинами.

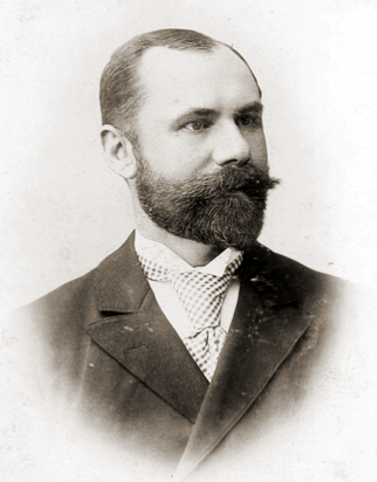
Вихід Степана Смаль-Стоцького з партії порушив політичну єдність «Молодих русинів» у зв'язку зі скандалом, пов'язаним з коштами Райффайзенкас

У політичній практиці стало очевидним, що не стільки національність є вирішальним фактором у процесах прийняття державних політичних рішень, скільки інтереси, представлені в кожному конкретному випадку. Зокрема, румунські депутати парламенту з їхніми численними мандатами були настільки безнадійно розділені та фрагментовані, що це неодноразово паралізувало прогрес у парламенті. Драматична окопна війна також мала місце серед єврейських мандатарів під час болісного процесу емансипації від їхнього політичного патріарха Бенно Штраухера.
Найбільшою національно-політичною проблемою на Буковині протягом короткого періоду дії законів про зрівнялівку була загроза повного розвалу румунських і русинських Райффайзенкас — класичне питання «національного надбання». Однак саме тут румуни і русини не діяли як єдине ціле. Серед румунів ліберальні та лояльні до режиму демократи, які прийшли до влади в попереднє десятиліття і, можливо, занадто нахабно скористалися посадами та бізнес-можливостями в державному та напівдержавному секторі, зіткнулися з представниками великих землевласників, а отже, старої боярської еліти в союзі з селянськими депутатами, які відчували себе зрадженими і проданими демократами. Навіть зразково дисципліновані русини втратили через цю справу свого другого за важливістю регіонального політика: заступник губернатора і депутат Рейхсрату Степан Смаль-Стоцький не відчував достатньої підтримки своєї партії на посаді голови русинського регіонального об'єднання Райффайзенкас, подав у відставку зі своїх регіональних представництв і відтоді боровся з младорусинами, де тільки міг, що спочатку викликало невеликий політичний землетрус, який, однак, залишився здебільшого безрезультатним.
Лише в «церковному питанні», яке стосувалося призначення найвищих церковних посад в країні — що було імперським привілеєм, а отже, політичним — національні інтереси зіткнулися. Але навіть тут лінія фронту не була чіткою: демократи з оточення Аурела Ончіула були далекі від фанатизму румунських націоналістів і намагалися відігравати посередницьку роль.

## Висновки
З усього цього в літературі робляться різні висновки. Наприклад, що Буковинський компроміс був настільки успішним у розрядці національних протистоянь, що політичні конфлікти більше не проходили вздовж національних розмежувальних ліній. Або що між етнічними групами не могло бути таких гострих політичних відмінностей, як в інших коронних краях, оскільки велика кількість груп означала, що політика постійного вирівнювання була абсолютно необхідною. Або ж ініціатори законів про вирівнювання переймалися насамперед не національним питанням, а радше тим, щоб позбавити влади старі еліти шляхом демократизації, яку найкраще було продати під виглядом вирівнювання. Це питання ще недостатньо обговорювалося в літературі, щоб досягти академічного консенсусу.

## Вебпосилання
- Архівна копія на сайті Wayback Machine.
- Das Wahl-Ghetto. In: Neue Freie Presse. 26. September 1909, abgerufen am 13. Mai 2022.